# Goxua

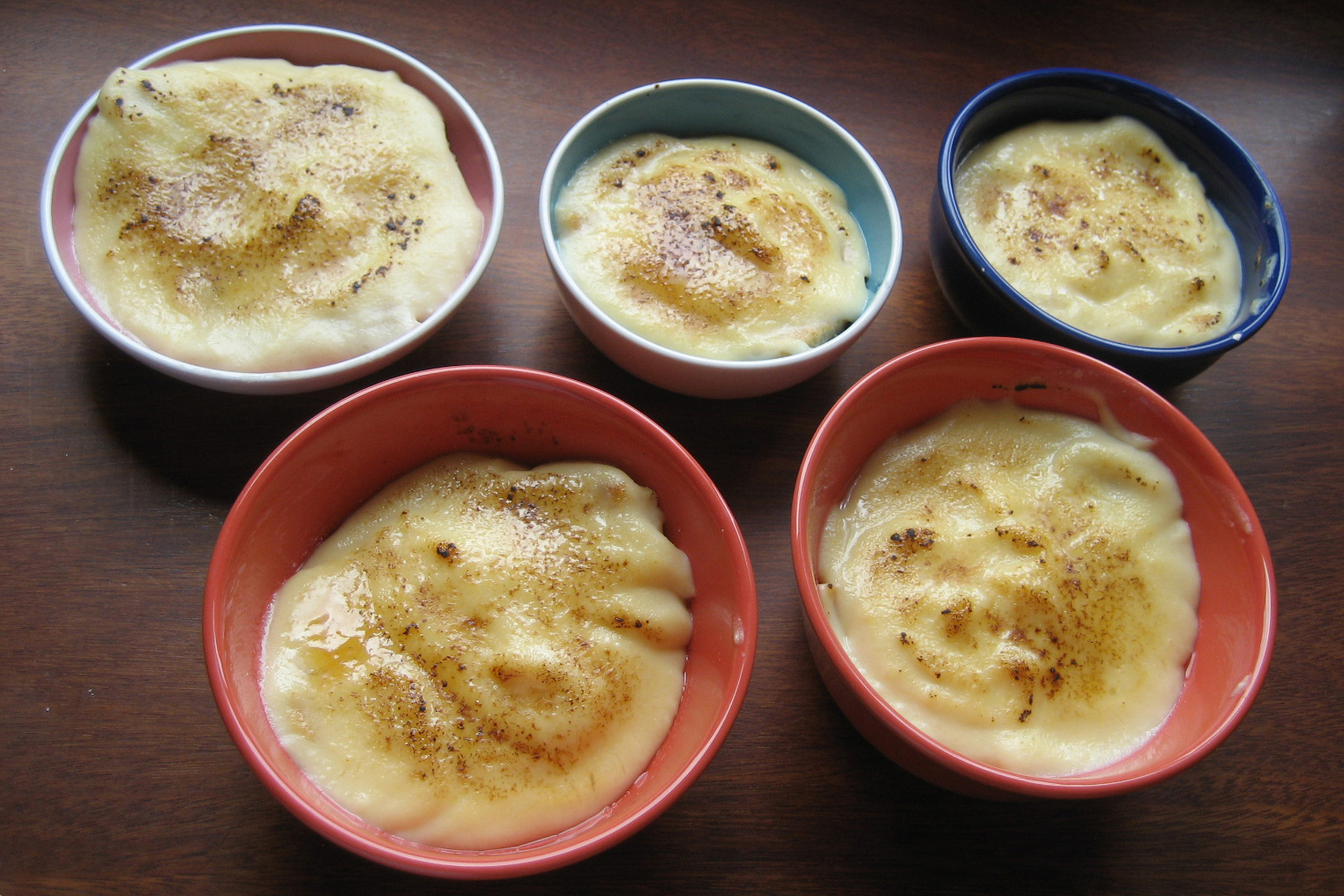
Goxua.

Goshúa sau goxua [go'ʃua] ("dulce" în euskera; în bască, gozo) este un desert tipic din Țara Bascilor și al comunităților limitrofe, specialitatea orașului Vitoria-Gasteiz. 